# Huflar
Huflar ist ein Gemeindeteil der Stadt Fladungen im unterfränkischen Landkreis Rhön-Grabfeld in Bayern. Die Gemarkung Huflar hat eine Fläche von 1,690 km². Sie ist in 52 Flurstücke aufgeteilt, die eine durchschnittliche Flurstücksfläche von 32.505,06 m² haben.

## Geografie
Die Gemarkung besteht hauptsächlich aus Wald, der Weiler liegt im südlichen Zipfel und ist über eine Anliegerstraße erreichbar, die 1,6 km südlich nach Oberfladungen zur Staatsstraße 2265 führt. Beim Weiler steht eine Altlinde, die als Naturdenkmal ausgezeichnet ist.

## Geschichte
Das zum Ritterkanton Rhön-Werra gehörige Rittergut gehörte den Herren von der Tann.
Mit dem Gemeindeedikt (frühes 19. Jahrhundert) wurde Huflar der neu gebildeten Ruralgemeinde Leubach zugewiesen. Im Zuge der Gebietsreform in Bayern wurde Huflar am 1. Januar 1972 in die Stadt Fladungen eingegliedert.

## Baudenkmäler
- Altes Schloss mit Gartenpavillon